# Juan Camilo Mouriño
Pour les articles homonymes, voir Mourinho (homonymie).
Juan Camilo Mouriño Terrazo, né le 1er août 1971 à Madrid (Espagne) et mort le 4 novembre 2008 à Mexico, est un homme politique et économiste mexicain. 
Membre du Parti action nationale (PAN), il entre en fonction le 16 janvier 2008 au poste de Secretario de Gobernación, équivalent de ministre de l'Intérieur au Mexique, dans l'administration de Felipe Calderón.
Il meurt dans un accident d'avion le 4 novembre 2008.